# شركة داو كيميكال
شركة داو كيميكال (الرمز في بورصة نيويورك: DOW)، ويشار إليها باسم داو، هي شركة كيميائية أميركية متعددة الجنسيات، ومقرها في ميدلاند بولاية ميشيغان. تقدم شركة داو منتجات الكيميائية، البلاستيكية، الزراعية والمنتجات والخدمات إلى الأسواق الاستهلاكية التي تشمل الغذاء والنقل والصحة والدواء والعناية الشخصية والبناء، وتعمل في حوالي 180 دولة.

## المنتجات

### البلاستيك
يتركز اغلب انتاجاتها في البلاستيك بما في ذلك البوليسترين، البولي يوريثان، البولي إثيلين،
و الكيماويات الأدائية مثل نترو الميثان الذي يمثل (17 في المائة من المبيعات)تنتج المواد الكيميائية والمواد اللازمة ل
تنقية المياه، والمستحضرات الصيدلانية والورق والطلاء والدهانات، ومبيدات الحشرية وتشمل خطوط الإنتاج الرئيسية
راتنجات تبادل أيوني والاكريليك والبوليسترين اللاتكس، فضلا عن DOWEX الكيميائية. وهي شركة فرعية مملوكة بالكامل لشركة داو للكيماويات.

### تنقية المياه
داو للمياه وحلول عملية (DW & PS) هي وحدة الأعمال التي تقوم بتصنيع تناضح عكسي، التي تستخدم لتنقية المياه للاستخدام الآدمي في الشرق الأوسط.

### العلوم الزراعية
وتنتج الشركة دوا للعلوم الزراعية مبيدات الاعشاب الضارة ومبيدات الفطريات وبذور النباتات المعدلة وراثيا وتشكل 7 في المائة من المبيعات.

## التاريخ المبكر

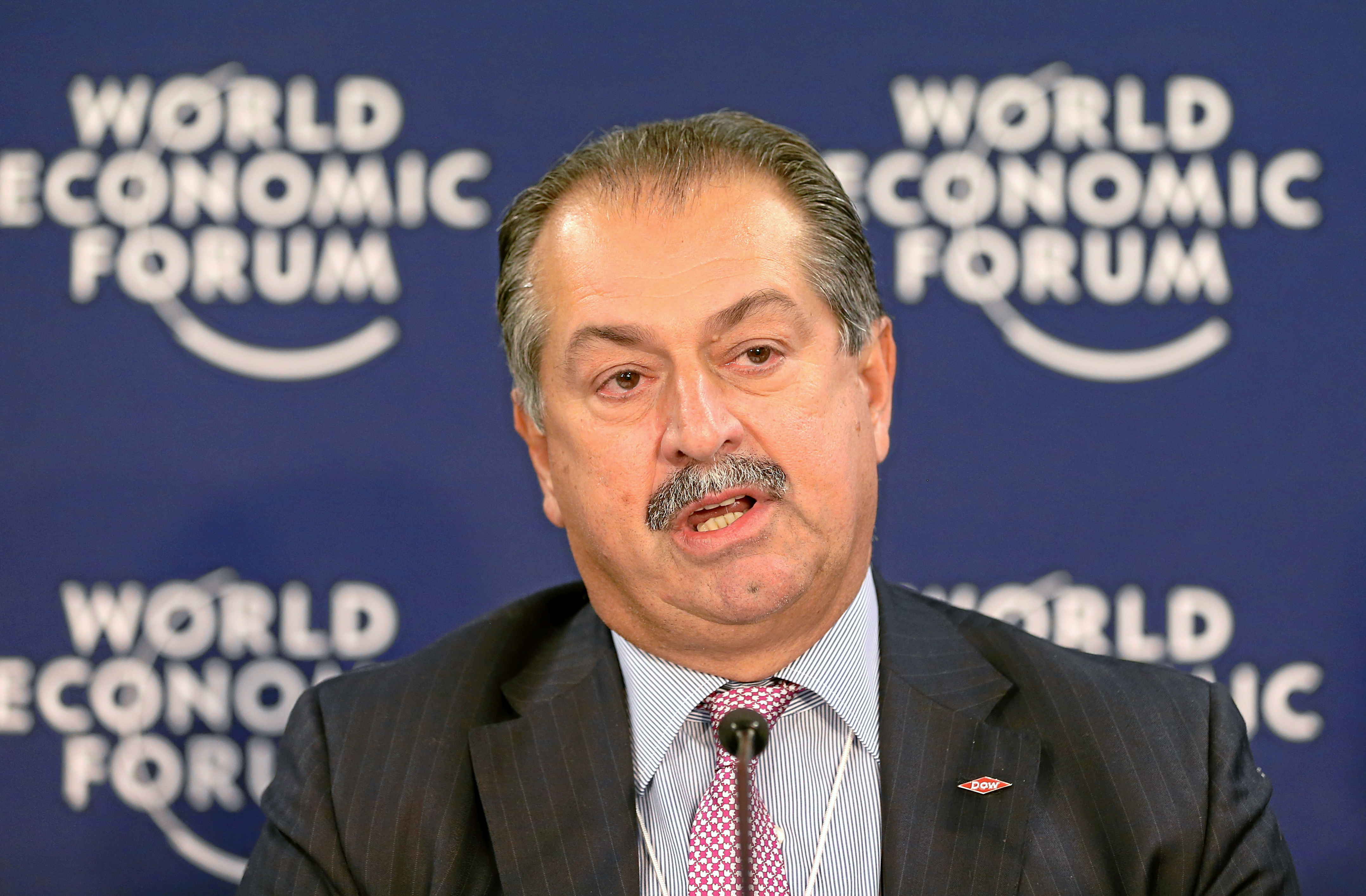
الرئيس التنفيذي لشركة داو كيميكال

تأسست شركة داو في عام 1897 من قبل الصيدلي الكندي المولد هربرت هنري داو
الذي اخترع طريقة جديدة لأستخرج البروم وكانت الشركة تنتج مواد التبييض

وحتى في تاريخ المبكر للشركة، تعيين على داو تقليد تنويع بسرعة في خط الإنتاج في غضون عشرين عاما لتجنب الإفلاس وكان مؤشر داو أصبح منتجا رئيسيا للمواد الكيميائية الزراعية، وعنصر الكلور، الفينول والأصباغ الأخرى، ومعدن المغنيسيوم.
خلال الحرب العالمية الأولى، قدمت شركة داو كيميكال العديد من المواد المستوردة من قبل الحرب من ألمانيا. أنتجت داو
المغنيسيوم المشعل الحارقة والفينول للمتفجرات، والبروم للأدوية والغاز المسيل للدموع. بحلول عام 1918، كانت موجهة 90 بالمائة من إنتاج شركة داو كيميكال نحو المجهود الحربي.

### حرب الفيتناموالعامل البرتقالي
قام الجيش الأمريكي بالقاء قنابل النابالم على فيتنام الشمالية خلال حرب الفيتنام
وكان مؤشر داو جونز واحد من العديد من المصنعين الذين بدأو في إنتاج النابالم بناء على موجب عقد حكومي من عام 1965، وشهدت احتجاجات والدعاية السلبية، الموردين الآخرين على وقف تصنيع المنتج وترك داو كمزود وحيد.
وقالت الشركة انها تدرس بعناية موقفها، وقررت، مبدأيا «الألتزام بأيفاء للحكومة».  وعلى الرغم من مقاطعة منتجاتها من قبل الجماعات المناهضة للحرب. وواصلت الولايات المتحدة الأمريكية لإسقاط قنابل النابالم على فيتنام الشمالية حتى عام 1969 

## اقرأ أيضًا
- إل جي للكيماويات
- إنيوس (شركة)